# Kobajasi Tadao
Kobajasi Tadao (Kanagava, 1930. július 7. –) japán válogatott labdarúgó.
A japán válogatott tagjaként részt vett az 1956. évi nyári olimpiai játékokon.

## Statisztika
| Japán válogatott | Japán válogatott | Japán válogatott |
| Időszak          | Mérk.            | gól              |
| ---------------- | ---------------- | ---------------- |
| 1956             | 3                | 0                |
| Összesen         | 3                | 0                |